# Tavşanlı
Tavşanlı là một huyện thuộc tỉnh Kütahya, Thổ Nhĩ Kỳ. Huyện có diện tích 1918 km² và dân số thời điểm năm 2007 là 99433 người, mật độ 52 người/km².